# Салман, Махмуд
Махмуд Салман (7 января 1889, Багдад — 1942, там же) — иракский военный деятель, принимавший активное участие в политике государства в 1937—1941 годах, командующий ВВС Ирака в 1941 году.

## Биография
Родился в Багдаде. По вероисповеданию суннит. Офицер османской армии, входил в состав организации «Великая Сирия», поддерживавшей будущего короля Ирака Фейсала. В 1925 году поступил на службу в иракскую армию. После ухода с поста командира кавалерийского полка в 1940 году перешёл в ВВС.
Принадлежал к числу семи офицеров, в 1937 году организовавших убийство одного из организаторов государственного переворота 1936 года Бакра Сидки. В результате этого в отставку ушло правительство премьер-министра Хикмета Сулеймана. Вместе с Салах ад-Дином ас-Саббахом, Камилем Забибом и Фахимом Саидом основал организацию «Золотой квадрат», в ходе деятельности которой было свергнуто правительство Тахи аль-Хашими, покинул страну регент Абд аль-Илах и к власти пришёл пронацистски и панарабистски настроенный Рашид Али аль-Гайлани. После вторжения британских войск в Ирак бежал в Иран. Вернувшимся из Трансиордании после оккупации Ирака англичанами Нури аль-Саидом был с другими офицерами, входившими в состав «Золотого квадрата», приговорён к смертной казни заочно. В 1942 году был экстрадирован в Ирак и казнён.